# Lord kanclerz

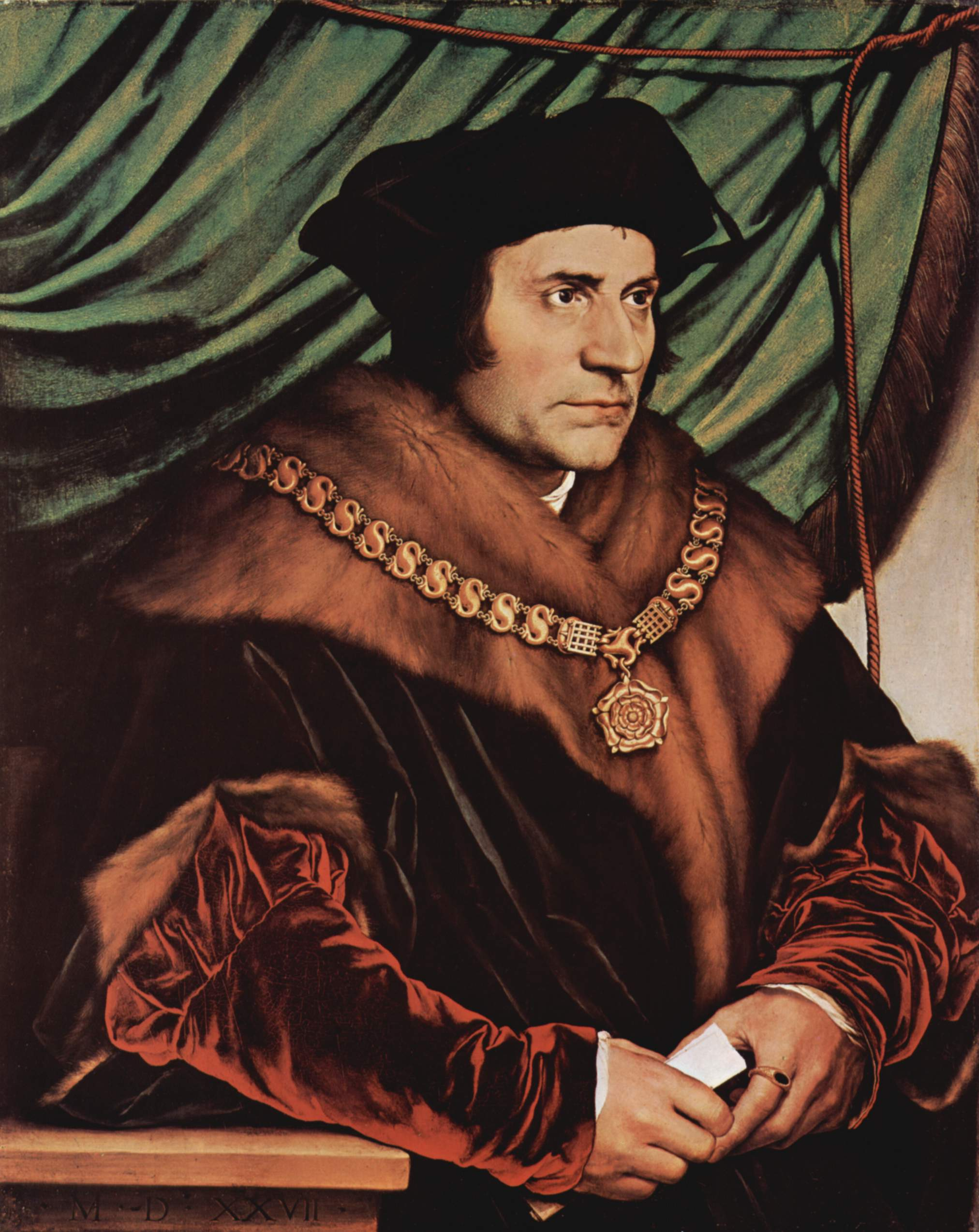
sir Tomasz More, słynny lord kanclerz

Lord kanclerz, pełna nazwa Lord Wielki Kanclerz Wielkiej Brytanii (ang. Lord High Chancellor of Great Britain) – jeden z najstarszych i najbardziej prestiżowych urzędów w Wielkiej Brytanii.
Każdy lord kanclerz jest członkiem gabinetu. Powołuje go monarcha na wniosek premiera. Lord kanclerz jest opiekunem wielkiej pieczęci królestwa (Great Seal of the Realm lub Great Seal of the United Kingdom, przed traktatem o zjednoczeniu ze Szkocją z 1707 Great Seal of England). Odpowiada również za funkcjonowanie i niezależność sądownictwa. Do reformy z 2005 przewodniczył obradom Izby Lordów i stał na czele brytyjskiej judykatury (obecnie te kompetencje przeszły odpowiednio na urzędy lorda spikera i lorda najwyższego sędziego).

## Lista lordów kanclerzy

### Wcześni kanclerze
- od 605: Angmendus
- Cenmora
- Bosa z Yorku
- Swithulplus
- od 827: Switun
- od 920: Turketul
- od 959: Adolf
- od 978: Alfric
- od 1043: Lesfric
- od 1050: Reinhildus

### Lordowie kanclerze Anglii
- 1068–1070: Herfast
- 1070–1078: Osmund
- 1078–1085: Maurycy z Le Mans
- 1085–1092: Gerard z Rouen
- 1092–1093: Robert Bloet
- 1093–1101: William Giffard
- 1101–1102: Roger z Salisbury
- 1102–1107: Waldric
- 1107–1123: Ranulf
- 1123–1133: Geoffrey Rufus
- 1133–1135: Robert de Sigello
- 1135–1139: Roger le Poer
- 1139–1140: Philip de Harcourt
- 1140–1141: Robert z Ghentu
- 1141–1142: William FitzGilbert
- 1142–1142: William de Vere
- 1142–1154: Robert z Ghentu
- 1155–1162: Thomas Becket
- 1162–1173: Geoffrey Ridel
- 1173–1181: Ralph de Warneville
- 1181–1189: Godfryd z Yorku
- 1189–1197: William Longchamp
- 1197–1199: Eustace z Salisbury
- 1199–1205: Hubert Walter
- 1205–1214: Walter de Gray
- 1214–1226: Richard Marsh
- 1226–1240: Ralph Neville
- 1240–1242: Richard le Gras
- 1242–1244: Ralph Neville
- 1244–1246: Silvester de Everdon
- 1246–1247: John Maunsell
- 1247–1248: John Lexington
- 1248–1249: John Maunsell
- 1249–1250: John Lexington
- 1250–1255: William z Kilkenny
- 1255–1260: Henry Wingham
- 1260–1261: Nicholas z Ely
- 1261–1263: Walter de Merton
- 1263–1263: Nicholas z Ely
- 1263–1264: John Chishull
- 1264–1265: Thomas de Cantilupe
- 1265–1265: Ralph Sandwich
- 1265–1266: Walter Giffard
- 1266–1268: Godfrey Giffard
- 1268–1269: John Chishull
- 1269–1272: Richard Middleton
- 1272–1274: Walter de Merton
- 1274–1292: Robert Burnell
- 1292–1302: John Langton
- 1302–1305: William Greenfield
- 1305–1307: William Hamilton
- 1307–1307: Ralph Baldock
- 1307–1310: John Langton
- 1310–1314: Walter Reynolds
- 1314–1318: John Sandale
- 1318–1320: John Hotham
- 1320–1323: John Salmon
- 1323–1327: Robert Baldock
- 1327–1328: William Ayermin
- 1328–1330: Henry Burghersh
- 1330–1334: John de Stratford
- 1334–1335: Richard Aungerville
- 1335–1337: John de Stratford
- 1337–1338: Robert de Stratford
- 1338–1339: RIchard de Wentworth
- 1340–1340: John de Stratford
- 1340–1341: Robert Bourchier
- 1341–1343: Robert Parning
- 1343–1345: Robert Sadington
- 1345–1349: John de Ufford
- 1349–1356: John Thoresby
- 1356–1363: William Edington
- 1363–1367: Simon Langham
- 1367–1371: William z Wykeham
- 1371–1372: Robert Thorp
- 1372–1377: John Knyvet
- 1377–1378: Adam Houghton
- 1378–1380: Richard Scrope, 1. baron Scrope of Bolton
- 1380–1381: Simon Sudbury
- 1381–1381: Hugh Segrave
- 1381–1381: William Courtenay
- 1381–1382: Richard Scrope, 1. baron Scrope of Bolton
- 1382–1383: Robert Braybrooke
- 1383–1386: Michael de la Pole, 1. hrabia Suffolk
- 1386–1389: Thomas Arundel
- 1389–1391: William z Wykeham
- 1391–1396: Thomas Arundel
- 1396–1399: Edmund Stafford
- 1399–1399: Thomas Arundel
- 1399–1401: John Scarle
- 1401–1403: Edmund Stafford
- 1403–1405: Henry Beaufort
- 1405–1407: Thomas Langley
- 1407–1410: Thomas Arundel
- 1410–1412: Thomas Beaufort
- 1412–1413: Thomas Arundel
- 1413–1417: Henry Beaufort
- 1417–1424: Thomas Langley
- 1424–1426: Henry Beaufort
- 1426–1432: John Kemp
- 1432–1450: John Stafford
- 1450–1454: John Kemp
- 1454–1455: Richard Neville, 5. hrabia Salisbury
- 1455–1456: Thomas Bourchier
- 1456–1460: William Waynflete
- 1460–1467: George Neville
- 1467–1470: Robert Stillington
- 1470–1471: George Neville
- 1471–1473: Robert Stillington
- 1473–1475: Lawrence Booth
- 1475–1475: John Alcock
- 1475–1483: Thomas Rotherham
- 1483–1485: John Russell
- 1485–1485: Thomas Rotherham
- 1485–1487: John Alcock
- 1487–1500: John Morton
- 1500–1502: Henry Deane
- 1502–1515: William Warham
- 1515–1529: Thomas Wolsey
- 1529–1532: Thomas More
- 1532–1544: Thomas Audley, 1. baron Audley of Walden
- 1544–1547: Thomas Wriothesley, 1. baron Wriothesley
- 1547–1547: William Paulet, 1. baron St John
- 1547–1551: Richard Rich, 1. baron Rich
- 1552–1553: Thomas Goodrich
- 1553–1555: Stephen Gardiner
- 1555–1558: Nicholas Heath
- 1558–1579: Nicholas Bacon
- 1579–1587: Thomas Bromley
- 1587–1591: Christopher Hatton
- 1591–1592: urząd komisyjny
- 1592–1596: John Puckering
- 1596–1617: Thomas Egerton
- 1617–1621: Francis Bacon, 1. baron Verulam
- 1621–1621: urząd komisyjny
- 1621–1625: John Williams
- 1625–1640: Thomas Coventry, 1. baron Coventry
- 1640–1641: John Finch, 1. baron Finch
- 1641–1642: Edward Littleton, 1. baron Lyttleton of Mounslow
- 1645–1653: Richard Lane
- 1653–1658: Edward Herbert
- 1658–1667: Edward Hyde, 1. hrabia Clarendon
- 1667–1672: Orlando Bridgeman
- 1672–1673: Anthony Ashley-Cooper, 1. hrabia Shaftesbury
- 1673–1682: Heneage Finch, 1. hrabia Nottingham
- 1682–1685: Francis North, 1. baron Guilford
- 1685–1688: George Jeffreys, 1. baron Jeffreys
- 1689–1693: urząd komisyjny
- 1693–1700: John Somers, 1. baron Somers
- 1700–1705: Nathan Wright
- 1705–1707: William Cowper, 1. baron Cowper

### Lordowie kanclerze Wielkiej Brytanii
- 1707–1708: William Cowper, 1. baron Cowper
- 1708–1710: urząd komisyjny
- 1710–1714: Simon Harcourt, 1. wicehrabia Harcourt
- 1714–1718: William Cowper, 1. baron Cowper
- 1718–1725: Thomas Parker, 1. hrabia Macclesfield
- 1725–1725: urząd komisyjny
- 1725–1733: Peter King, 1. baron King
- 1733–1737: Charles Talbot, 1. baron Talbot
- 1737–1756: Philip Yorke, 1. hrabia Hardwicke
- 1756–1757: urząd komisyjny
- 1757–1766: Robert Henley, 1. hrabia Northington
- 1766–1770: Charles Pratt, 1. baron Camden
- 1770–1770: Charles Yorke
- 1770–1771: urząd komisyjny
- 1771–1778: Henry Bathurst, 2. hrabia Bathurst
- 1778–1783: Edward Thurlow, 1. baron Thurlow
- 1783–1783: urząd komisyjny
- 1783–1792: Edward Thurlow, 1. baron Thurlow
- 1792–1793: urząd komisyjny
- 1793–1801: Alexander Wedderburn, 1. baron Loughborough
- 1801–1806: John Scott, 1. baron Eldon
- 1806–1807: Thomas Erskine, 1. baron Erskine
- 1807–1827: John Scott, 1. hrabia Eldon
- 1827–1830: John Copley, 1. baron Lyndhurst
- 1830–1834: Henry Brougham, 1. baron Brougham i Vaux
- 1834–1835: John Copley, 1. baron Lyndhurst
- 1835–1836: urząd komisyjny
- 1836–1841: Charles Pepys, 1. baron Cottenham
- 1841–1846: John Copley, 1. baron Lyndhurst
- 1846–1850: Charles Pepys, 1. baron Cottenham
- 1850–1852: Thomas Wilde, 1. baron Truro
- 1852–1852: Edward Sugden, 1. baron St Leonards
- 1852–1858: Robert Rolfe, 1. baron Cranworth
- 1858–1859: Frederic Thesiger, 1. baron Chelmsford
- 1859–1861: John Campbell, 1. baron Campbell
- 1861–1865: Richard Bethell, 1. baron Westbury
- 1865–1866: Robert Rolfe, 1. baron Cranworth
- 1866–1868: Frederic Thesiger, 1. baron Chelmsford
- 1868–1868: Hugh Cairns, 1. baron Cairns
- 1868–1872: William Wood, 1. baron Hatherley
- 1872–1874: Roundell Palmer, 1. baron Selborne
- 1874–1880: Hugh Cairns, 1. hrabia Cairns
- 1880–1885: Roundell Palmer, 1. hrabia Selborne
- 1885–1886: Hardinge Giffard, 1. baron Halsbury
- 1886–1886: Farrer Herschell, 1. baron Herschell
- 1886–1892: Hardinge Giffard, 1. baron Halsbury
- 1892–1895: Farrer Herschell, 1. baron Herschell
- 1895–1905: Hardinge Giffard, 1. hrabia Halsbury
- 1905–1912: Robert Reid, 1. hrabia Loreburn
- 1912–1915: Richard Haldane, 1. wicehrabia Haldane
- 1915–1916: Stanley Buckmaster, 1. baron Buckmaster
- 1916–1919: Robert Finlay, 1. baron Finlay
- 1919–1922: Frederick Smith, 1. wicehrabia Birkenhead
- 1922–1924: George Cave, 1. wicehrabia Cave
- 1924–1924: Richard Haldane, 1. wicehrabia Haldane
- 1924–1928: George Cave, 1. wicehrabia Cave
- 1928–1929: Douglas Hogg, 1. baron Hailsham
- 1929–1935: John Sankey, 1. wicehrabia Sankey
- 1935–1938: Douglas Hogg, 1. wicehrabia Hailsham
- 1938–1939: Frederic Maugham, baron Maugham
- 1939–1940: Thomas Inskip, 1. wicehrabia Caldecote
- 1940–1945: John Simon, 1. wicehrabia Simon
- 1945–1951: William Jowitt, 1. wicehrabia Jowitt
- 1951–1954: Gavin Simonds, 1. baron Simonds
- 1954–1962: David Maxwell Fyfe, 1. wicehrabia Kilmuir
- 1962–1964: Reginald Manningham-Buller, 1. baron Dilhorne
- 1964–1970: Gerald Gardiner, baron Gardiner
- 1970–1974: Quintin Hogg, baron Hailsham of St Marylebone
- 1974–1979: Elwyn Jones, baron Elwyn-Jones
- 1979–1987: Quintin Hogg, baron Hailsham of St Marylebone
- 1987–1987: Michael Havers, baron Havers
- 1987–1997: James Mackay, baron Mackay of Clashfern
- 1997–2003: Derry Irvine, baron Irvine of Lairg
- 2003–2007: Charles Falconer, baron Falconer of Thoroton
- 2007–2010: Jack Straw
- 2010–2012: Kenneth Clarke
- 2012–2015: Chris Grayling
- 2015–2016: Michael Gove
- 2016–2017: Elizabeth Truss
- 2017–2018: David Lidington
- 2018–2019: David Gauke(inne języki)
- 2019–2021: Robert Buckland
- 2021–2022: Dominic Raab
- 2022–2022: Brandon Lewis
- 2022–2023: Dominic Raab
- 2023–2024 Alex Chalk(inne języki)
- od 2024: Shabana Mahmood

## Źródła
- Strona oficjalna